# Lingonsylt (serieterm)
Lingonsylt var en populär benämning på det tvåfärgstryck (rött och svart) som var vanligt i svenska serietidningar under 1960- och 70-talen. Knasen, Lilla Fridolf och Åsa-Nisse var alla helt och hållet i tvåfärgstryck, medan till exempel 91:an blandade serier med tvåfärg och fyrfärg.
Det fanns även en grön variant av tvåfärgstryck, men denna var mindre vanlig. 
På senare år[när?] har serieskapare som Daniel Clowes, Joe Matt, Seth och Adrian Tomine arbetat medvetet med tvåfärgstryck (i olika färger) för den grafiska effektens skull. Även Batmantidningen Detective Comics hade en kort period av tvåfärgstryck under 2000-talet.
 Artikeln var, i den version den hade den 3 december 2005, helt eller delvis hämtad från Seriewikin (hos Seriefrämjandet): Lingonsylt